# Ophiolepis gemma
Ophiolepis gemma is een slangster uit de familie Ophiolepididae.
De wetenschappelijke naam van de soort werd in 1987 gepubliceerd door Gordon Hendler & Richard L. Turner.